# Hall of Fame Tennis Championships 2002
L'Hall of Fame Tennis Championships 2002 è stato un torneo di tennis giocato sull'erba. È stata la 27ª edizione dell'Hall of Fame Tennis Championships, che fa parte della categoria International Series nell'ambito dell'ATP Tour 2002. Si è giocato all'International Tennis Hall of Fame di Newport negli Stati Uniti, dall'8 al 14 luglio 2002.

## Campioni

### Singolare
Taylor Dent ha battuto in finale  James Blake con il punteggio di 6–1, 4–6, 6–4

### Doppio
Bob Bryan /  Mike Bryan hanno battuto in finale  Jürgen Melzer /  Alexander Popp con il punteggio di 7–5, 6–3